# Erna Kretschmann

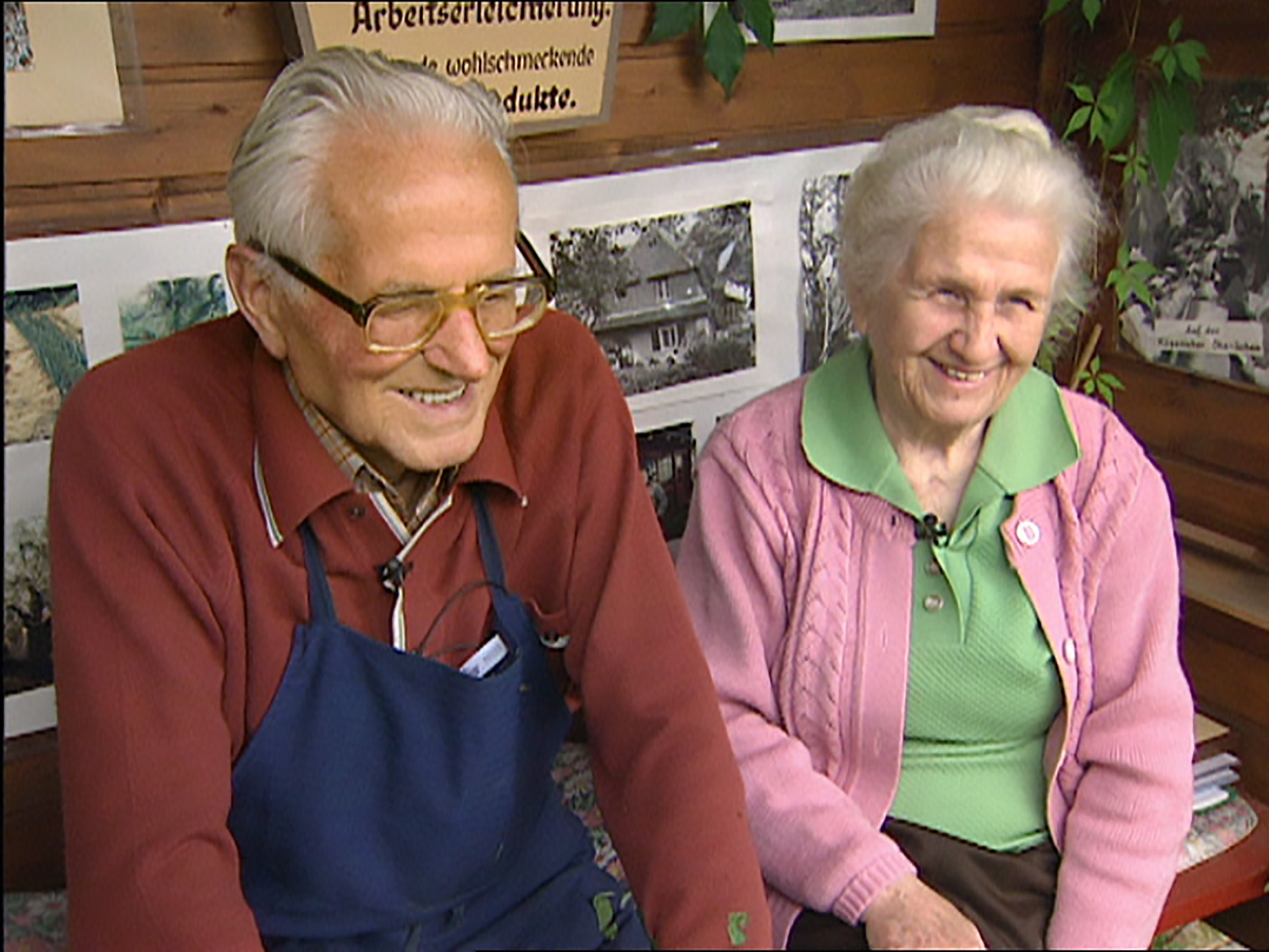
Erna and Kurt Kretschmann 1998

Erna Kretschmann (* 12. November 1912 als Erna Jahnke in Bollinken (bei Stettin); † 6. Januar 2001 in Bad Freienwalde (Oder)) war Naturschützerin und Politikerin, Pazifistin und Vegetarierin. Gemeinsam mit ihrem Mann Kurt Kretschmann hat sie Wesentliches für den Aufbau des Natur- und Umweltschutzes in der DDR geleistet; die beiden gelten als „die Mutter und der Vater des ostdeutschen Naturschutzes“. Erna und Kurt Kretschmann sind gemeinsam Preisträger des Europäischen Umweltpreises und Ehrenbürger der Stadt Bad Freienwalde (Oder).

## Leben
Erna Jahnke war das jüngste Kind der Köchin Martha Jahnke (geborene Thomas) und des Landwirts Otto Jahnke. Ihre Schul- und Ausbildungsjahre verlebte sie in Köslin. Dort erlernte sie auch den Beruf der Kindergärtnerin und Hortnerin; anschließend arbeitete sie in der Hinterpommerschen Kinderheilstätte in Großmöllen. 1935 heiratete sie in Rüdnitz den Angestellten Max Scherff, mit dem sie zwei Kinder hatte: Gilwar (1936) und Christel (1939). 1941 erfolgte die Scheidung. Im Jahr darauf heiratete Erna Scherff per Ferntrauung den Sanitäter Kurt Kretschmann, der zu dieser Zeit an der russischen Front eingesetzt war. Der Sohn Friedhart wurde im selben Jahr geboren. Von 1942 bis 1945 lebte sie in Bad Freienwalde (Oder) bei Freunden.
Nachdem ihr Mann Kurt bei einem Fronturlaub Anfang Januar 1945 desertierte und sich in einem Erdloch bei Bad Freienwalde versteckte, versorgte sie ihn während der letzten Kriegszeit 75 Tage lang heimlich mit Lebensmitteln. Im August 1945 starb ihr gerade dreijähriger Sohn Friedhart an Diphtherie, wenige Tage bevor sein Vater aus kurzer, sowjetischer Kriegsgefangenschaft zurückkam.
1946 trat Erna Kretschmann der KPD bei, wurde gleich als Abgeordnete in den Kreistag von Bad Freienwalde gewählt und war dort bis 1949 als Kreisrätin für Volksbildung tätig. Ab 1948 war sie Kreissekretärin für die Gesellschaft für Deutsch-Sowjetische Freundschaft. Von 1951 bis 1952 war sie Referentin für Naturschutz im Rat des Kreises Bad Freienwalde. Ab 1952 war sie 10 Jahre lang Mitglied im zentralen Fachausschuss für Landschaftsgestaltung und Naturschutz im Kulturbund. Zwischen 1954 und 1960 war sie ehrenamtliches Mitglied der Bezirksleitung des Kulturbundes sowie Bezirksbeauftragte für Naturschutz in Frankfurt (Oder). Von 1960 bis 1964 bekleidete sie das Amt der Bezirkssekretärin für Natur und Heimat im Kulturbund Frankfurt (Oder). Von 1964 bis 1968 hatte sie eine Halbtagsstelle in der Volksbuchhandlung Bad Freienwalde. Ab 1968 kümmerten sich Erna und Kurt Kretschmann hauptamtlich um das „Haus der Naturpflege“ in Bad Freienwalde, bis sie 1982 aus Altersgründen in ein nahegelegenes Wohnhaus zogen und das Haus an die Stadt Bad Freienwalde übertrugen.

## Schaffen
In den Jahren nach dem Ende des Krieges (1945/46) baute das Ehepaar Kretschmann eigenhändig ein Blockhaus für sich und ihre Kinder, das spätere „Haus der Naturpflege“. Während ihrer Zeit als Kreisrätin für Volksbildung (1946–1949) war Erna Kretschmann für die Umgestaltung des Schlosses Freienwalde zu dem „Kulturhaus Alexander Puschkin“ (das Puschkin-Haus) verantwortlich, einem der ersten Kulturhäuser der DDR. 1950 bauten sie in einen alten Möbelwagen eine Wanderausstellung zum Thema Naturschutz und fuhren damit viele Monate durch Brandenburg, um für ihre Anliegen zu werben.
1952 initiierte sie die ersten Windschutzpflanzungen des Landes Brandenburg nach dem Kriege in Metzdorf am Oderbruch.
1954 gründete ihr Mann zusammen mit Karl Bartels die Zentrale Lehrstätte für Naturschutz in einem verlassenen Bauernhof in einem Vogelschutzgebiet an der Müritz, dem Müritzhof. Dort wurden bis 1990 Lehrgänge für ehrenamtliche Naturschützer angeboten, bei deren Organisation und Durchführung Erna Kretschmann bis 1960 aktiv mitwirkte.
Von 1956 bis 1961 war Erna Kretschmann Mitglied der Redaktion der Zeitschrift Märkische Heimat. Zwischen 1957 und 1974 alleine, danach bis 1982 zusammen mit ihrem Mann, engagierte sich Erna Kretschmann in der Redaktion des Heimatkalenders des Kreises Bad Freienwalde.
Ab 1960 wandelten Erna und Kurt Kretschmann das Gelände mit ihrem Blockhaus in das „Haus der Naturpflege“ um: Ohne staatlichen Auftrag und finanzielle Unterstützung wurde ein ökologischer Nutz- und Schaugarten angelegt, Gästehäuser gebaut und Schulungen organisiert, bei denen Besucher zu praktischem Naturschutz angeregt wurden. Durch ihre Initiativen entstand „ein Netzwerk von Naturschützern, Naturbegeisterten und Naturliebhabern“. In der ersten Zeit (bis 1964) war Erna Kretschmann noch in Frankfurt (Oder) voll berufstätig, um den Lebensunterhalt der Familie sicherzustellen. 1964 nahm sie die Halbtagsstelle in der Volksbuchhandlung in Bad Freienwalde an, um mehr Zeit für das „Haus der Naturpflege“ zu haben. Ab 1968 kümmerte sie sich vollzeitlich mit ihrem Mann um diese Einrichtung.
Erna Kretschmann übte ihre kulturelle und politische Arbeit in vielfältigster Form aus und kam durch ihre umfangreichen Tätigkeiten über lange Zeit fast allein für den Lebensunterhalt der Familie auf; ihr Mann hingegen betätigte sich zunehmend ehrenamtlich, da seine Anliegen innerhalb der Mühlen des Staatsapparates nicht schnell und konsequent genug umgesetzt wurden. Trotzdem schafft sie es, sich um die Biotope am „Haus der Naturpflege“ zu kümmern, tausende von Besuchern zu betreuen, Artikel zu Fragen des Naturschutzes zu schreiben und sich um die eigene und die Korrespondenz ihres Mannes zu kümmern: An seinen Naturschutzprojekten hatte sie also durch finanzielle und fachliche Unterstützung maßgeblichen Anteil.

„Bis heute, immer wieder berührend, die Klugheit dieser kleinen Frau, ihr diplomatisches Geschick, ihr kritisches Begleiten der Zeit, ihre Uneigennützigkeit, ihr Werben für die gute Sache, ihre Freundlichkeit, ihre immerwährende Bereitschaft, Kurt zur Seite zu stehen, zum Teil auch zu lenken, ihre unterschöpfliche Güte. Wie vielen Menschen schenktest Du Freude, Hoffnung, gabst Lebensanstöße, Inhalte, wie viele konntest Du für den Naturschutz gewinnen!“

## Ehrungen
- Johannes-R.-Becher-Medaille in Silber (1962)[6]
- Johannes-R.-Becher-Medaille in Gold (1979)[6]
- Ehrenmedaille zum 40. Jahrestag der DDR (1989)[2][6]
- Europäischer Umweltpreis (1993, zusammen mit Kurt Kretschmann)
- NABU: Ehrenzeichen in Gold (1998)[Anm. 5]
- Ehrenbürgerin der Stadt Bad Freienwalde (1999, zusammen mit Kurt Kretschmann)
- Benennung der Bad Freienwalder Oberschule in „Erna-und-Kurt-Kretschmann-Oberschule“ (2009)[7]

## Veröffentlichungen
- Rat des Kreises (Hrsg.): Schönes Oberbarnim. Kleiner Wanderführer zu den Naturschutzgebieten, Landschaftsschutzgebieten, bemerkenswerten Waldteilen, Naturdenkmalen des Kreises. Oberbarnim 1952 (10 S.).
- Rat des Bezirkes, Abteilung Wasserwirtschaft, Naturschutz (Hrsg.): Was jedermann vom Naturschutz wissen muß. Frankfurt (Oder) 1955 (8 S.).
- Naturdenkmäler. Mit einem Verzeichnis der geschützten Baumriesen, Wanderblöcke u. Naturmerkwürdigkeiten (= Kleine Bibliothek der Natur- und Heimatfreunde. Band 4). Sachsenverlag, Dresden 1955 (117 S.).
- Rat des Bezirkes Frankfurt ⟨Oder⟩, Bezirksnaturschutzverwaltung (Hrsg.): Von der Nützlichkeit und Schönheit der bekanntesten Eulenarten unserer Heimat. Urania, Jena 1955 (12 S.).
- Bad Freienwalde: Zwei Naturlehrpfade (= Unser kleines Wanderheft. Nr. 57). VEB Bibliographisches Institut, Leipzig 1956 (59 S.).
- Rat des Kreises Bad Freienwalde, Referat Landeskultur (Hrsg.): Beliebte Wanderziele: Naturdenkmale im Kreis Bad Freienwalde. Bad Freienwalde (87 S., zusammen mit Kurt Kretschmann).
- verschiedene Artikel im Heimatkalender für den Kreis Bad Freienwalde zwischen 1957 und 1981[8]